# Bundesautobahn 46
De Bundesautobahn 46 (kort BAB 46, A46 of 46), is een Duitse autosnelweg in de deelstaat Noordrijn-Westfalen en loopt vanaf Heinsberg, twintig kilometer oostelijk van het Nederlandse Sittard, in drie delen naar Olsberg, circa twintig kilometer van wintersportplaats Winterberg in het Sauerland.
De belangrijke plaatsen langs deze oost-westverbinding zijn Mönchengladbach, Neuss, Düsseldorf, Wuppertal en Hagen. Het traject is op twee verschillende plaatsen onderbroken en eindigt aan beide uiteinden niet op het overige snelwegennetwerk, wel is in westelijke richting een doorgaande verbinding met de B56 richting de Nederlandse grens, waar de Nederlandse N297 aansluit, welke op de A2 aansluit ter hoogte van Born.

## Verloop

### Heinsberg - Kreuz Wuppertal-Nord
Bij de aansluiting Heinsberg gaat de B56, een autoweg met een 2+1 geconfigureerde rijbaan die begint bij de Nederlands-Duitse grensovergang Selfkant-Millen bij Sittard, in de A46 over die over twee gescheiden rijbanen beschikt. De snelweg voert door het vlakke landschap van de westelijke Nederrijn langs de steden Hückelhoven en Erkelenz. Bij Dreieck Mönchengladbach-Wanlo buigt de noordelijke tak van de A61 af richting Venlo. In verband met de uitbreiding van de bruinkoolmijn Garzweiler II is de A61 ten zuiden van Dreieck Mönchengladbach-Wanlo afgebroken en volgt deze sinds de zomer van 2018 een omweg, onder andere over een stukje A46 tot het volgende knooppunt, Kreuz Holz. De snelweg loopt hier direct langs de dagbouwmijn van Garzweiler en is naar 2x3 rijstroken verbreed. Bij Kreuz Holz slaat de nieuwgebouwde, 2x3 rijstroken tellende A44 als vervanging van de afgebroken A61 af. Bij de volgende aansluiting (Jüchen) bestaat een aansluiting op de als autosnelweg uitgebouwde B59 die ten westen en zuiden van de stad Grevenbroich gaat. Tot Neuss is het tracé nagenoeg kaarsrecht en beschikt de A46 in beide richtingen over een verzorgingsplaats. Bij Kreuz Neuss-West volgt de A46 een gezamenlijk traject met de A57, tevens kan men met een linker uitvoeger via de Jülicher Landstraße in het stadscentrum van Neuss geraken.
Tot Dreieck Neuss-Süd volgen de A46 en de A57 een gemeenschappelijk, 2x3 rijstroken tellend tracé. De dubbelnummering werd ingericht nadat de aansluiting Neuss-West tot knooppunt omgebouwd werd en men besloot het oorspronkelijk geplande zuidelijk verlopende tracé van Neuss-Holzheim tot Neuss-Süd niet te realiseren.
Bij Dreieck Neuss-Süd heeft de A46 weer een eigen, 2x3 rijstroken tellend tracé. Hier wordt met de Fleher Brücke de Rijn overbrugd en gaat de weg door het stadsgebied van Düsseldorf. In het zuiden van de Noordrijn-Westfaalse hoofdstad loopt de snelweg door twee tunnels onder de campus van de universiteit en het stadsdeel Wersten. Bij Dreieck Düsseldorf-Süd begint het middelste gedeelte van de A59 naar Leverkusen en enkele kilometers verder kruist bij Kreuz Hilden de A3. Na het knooppunt stijgt de rijbaan uit de Nederrijnse Bocht het Bergisches Land in, wordt Haan gepasseerd en het stadsgebied van Wuppertal bereikt. Bij het Sonnborner Kreuz, een zeer complex binnenstedelijk knooppunt met meerdere aansluitingen op het onderliggend wegennet, buigt de A535 naar Velbert af. Dan wordt het stadsgebied van Wuppertal doorkruist en over de volledige lengte met meerdere aansluitingen verbonden. In beide richtingen is een verzorgingsplaats aanwezig. De rijbaan richting Düsseldorf gaat daarbij, door de dichte bebouwing, door twee landtunnels. Bij Kreuz Wuppertal-Nord, een knooppunt met de A1 en de A43, ligt het einde van het eerste trajectdeel van de A46.

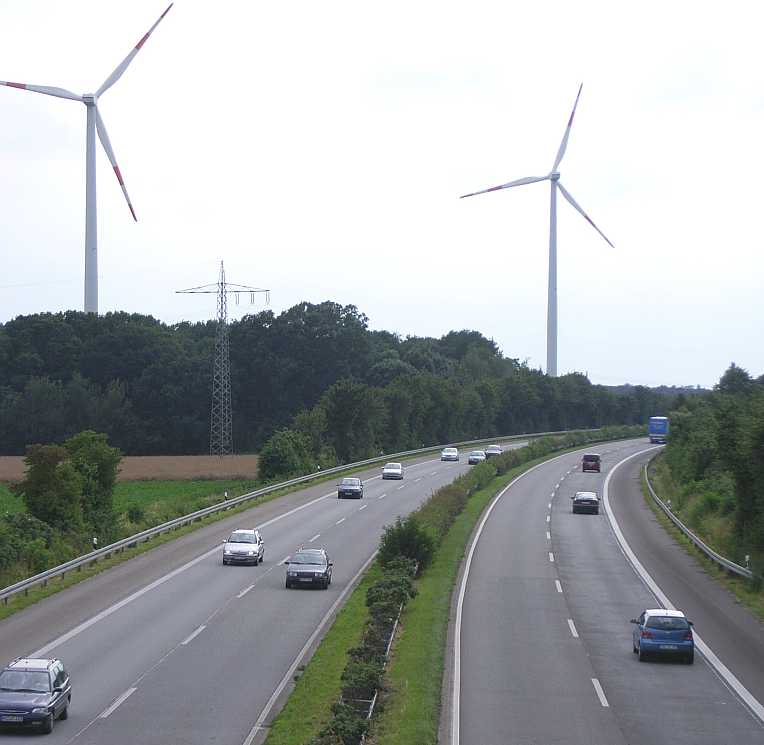
A46 bij Hückelhoven. (2007)
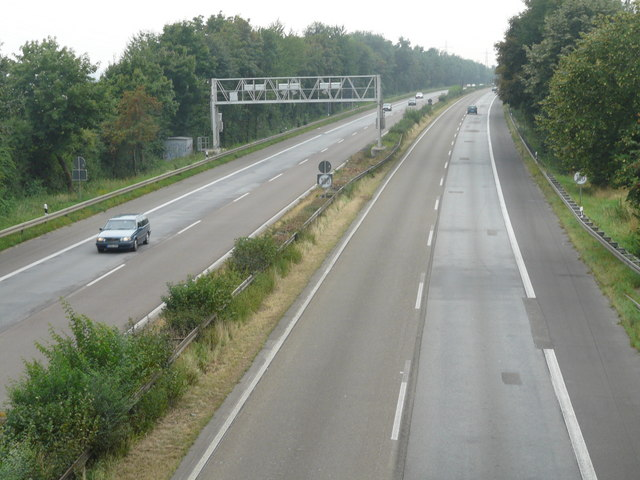
A46 tussen Jüchen en Neuss bij Hemmerden. (2009)
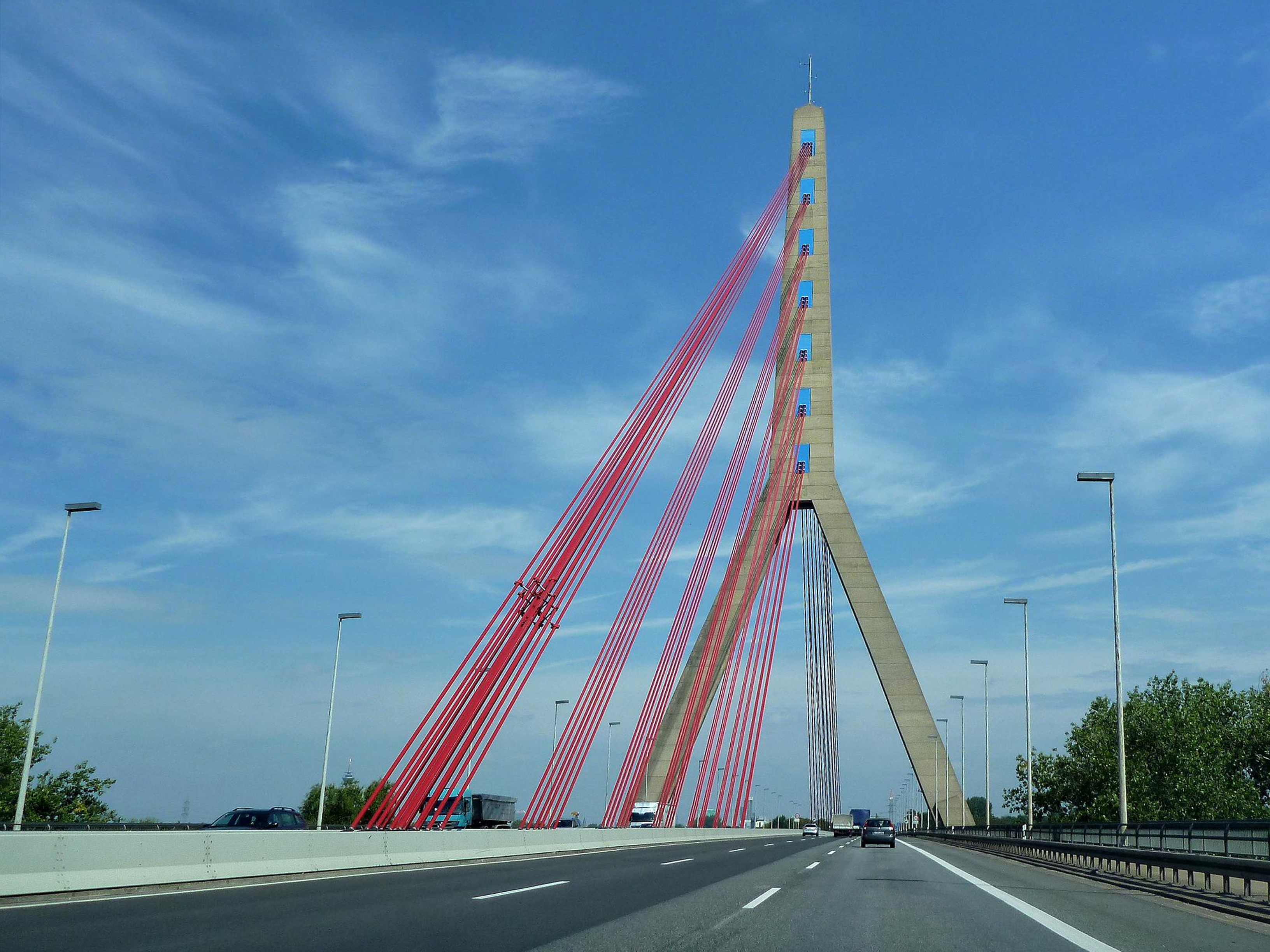
De Fleher Brücke over de Rijn bij Düsseldorf. (2008)
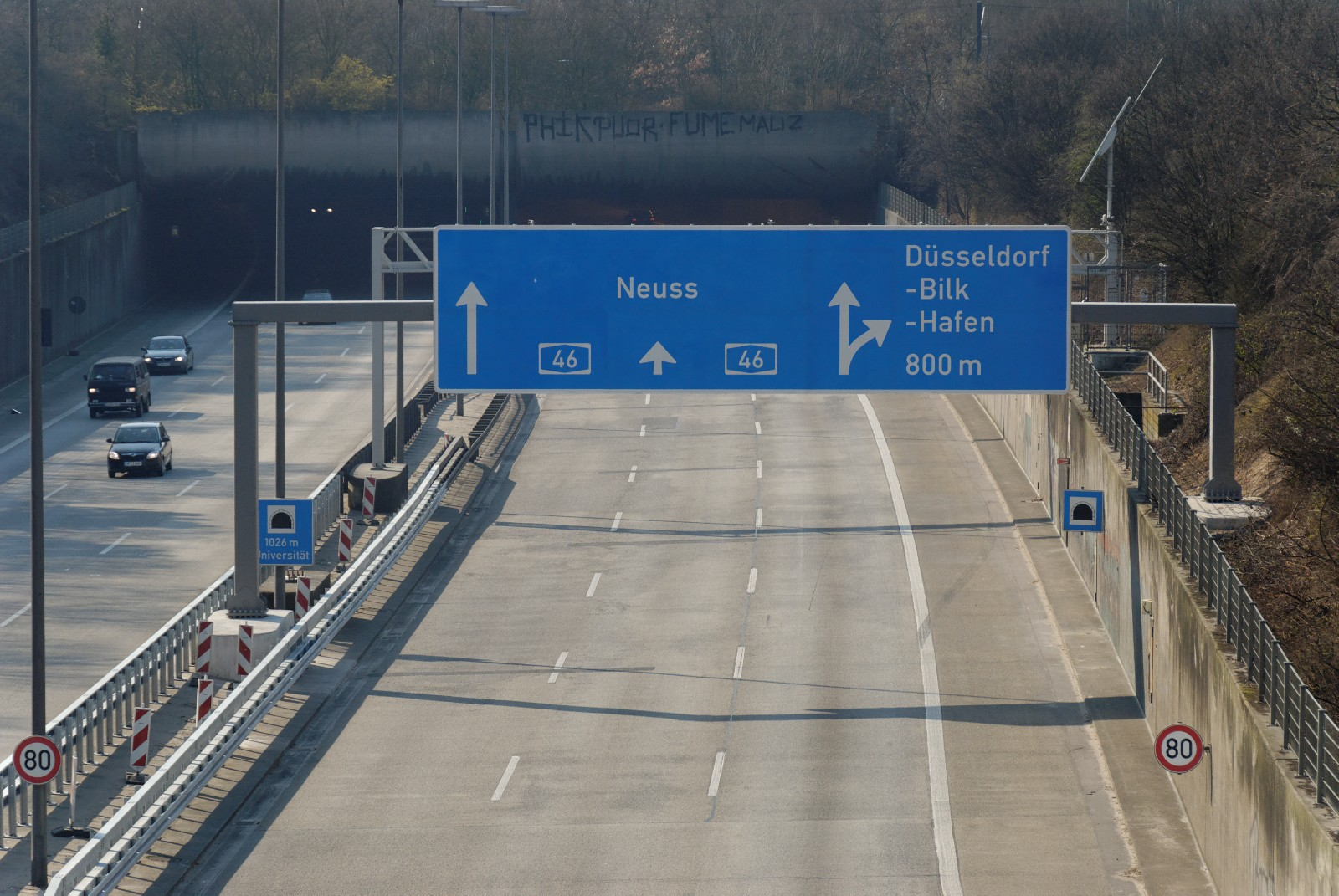
De Universitättunnel in Düsseldorf. (2009)
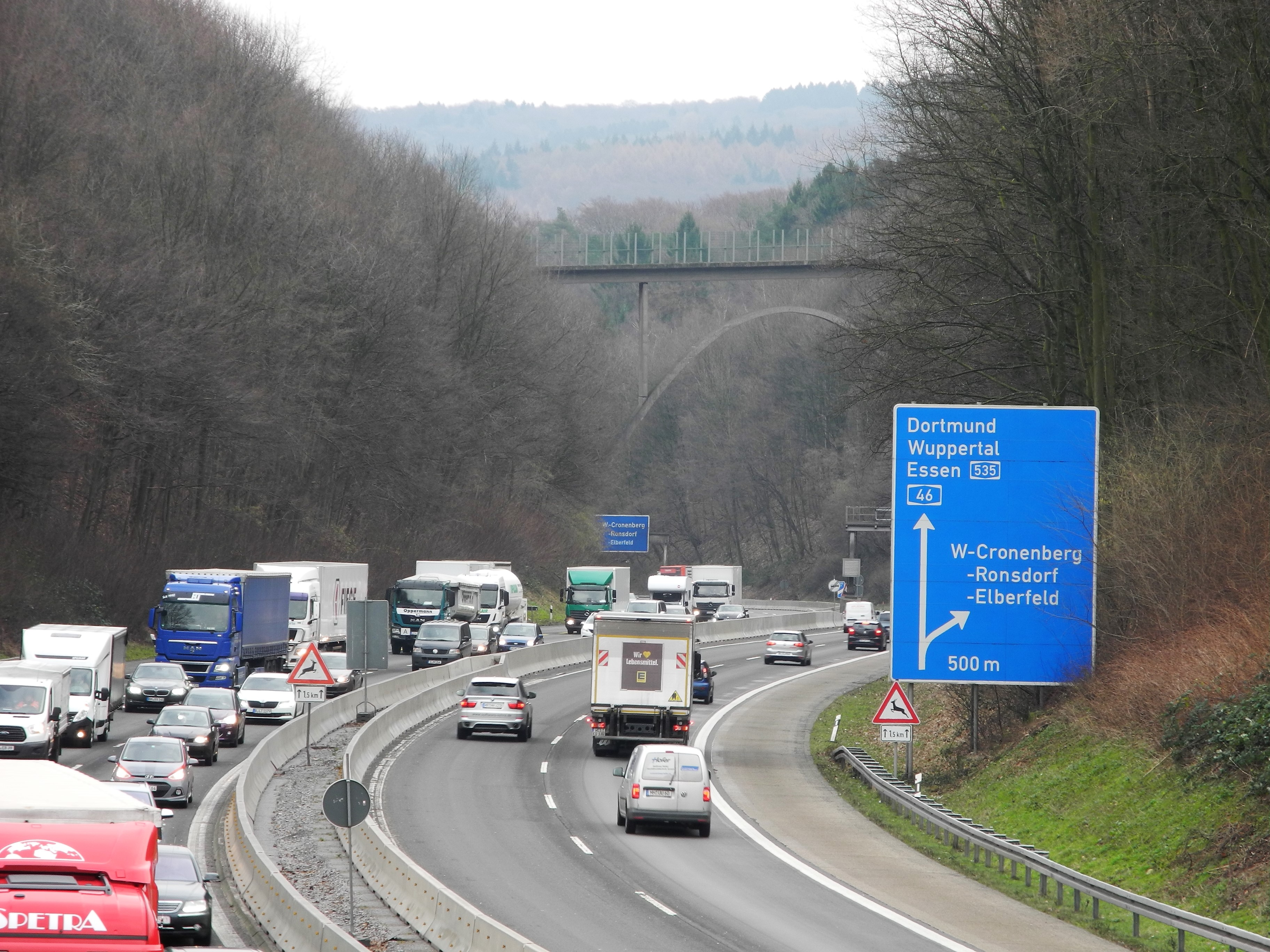
De A46 voor het Sonnborner Kreuz. (2018)

### Hagen - Hemer
Het tweede trajectdeel begint bij het kruispunt Heinitzstraße - Eduard-Müller-Straße in Hagen, maar is alleen vanaf Kreuz Hagen, waar de A45 (Dortmund - Seligenstadt) wordt gekruist, als snelweg gecategoriseerd. Dit trajectdeel kruist de Lenne en loopt vervolgens door het Hagense stadsdeel Elsey, vervolgens door het oostelijk aansluitende Iserlohn. In het oosten van het stadsgebied van Iserlohn eindigt de weg, kort voor Hemer, op de B7.

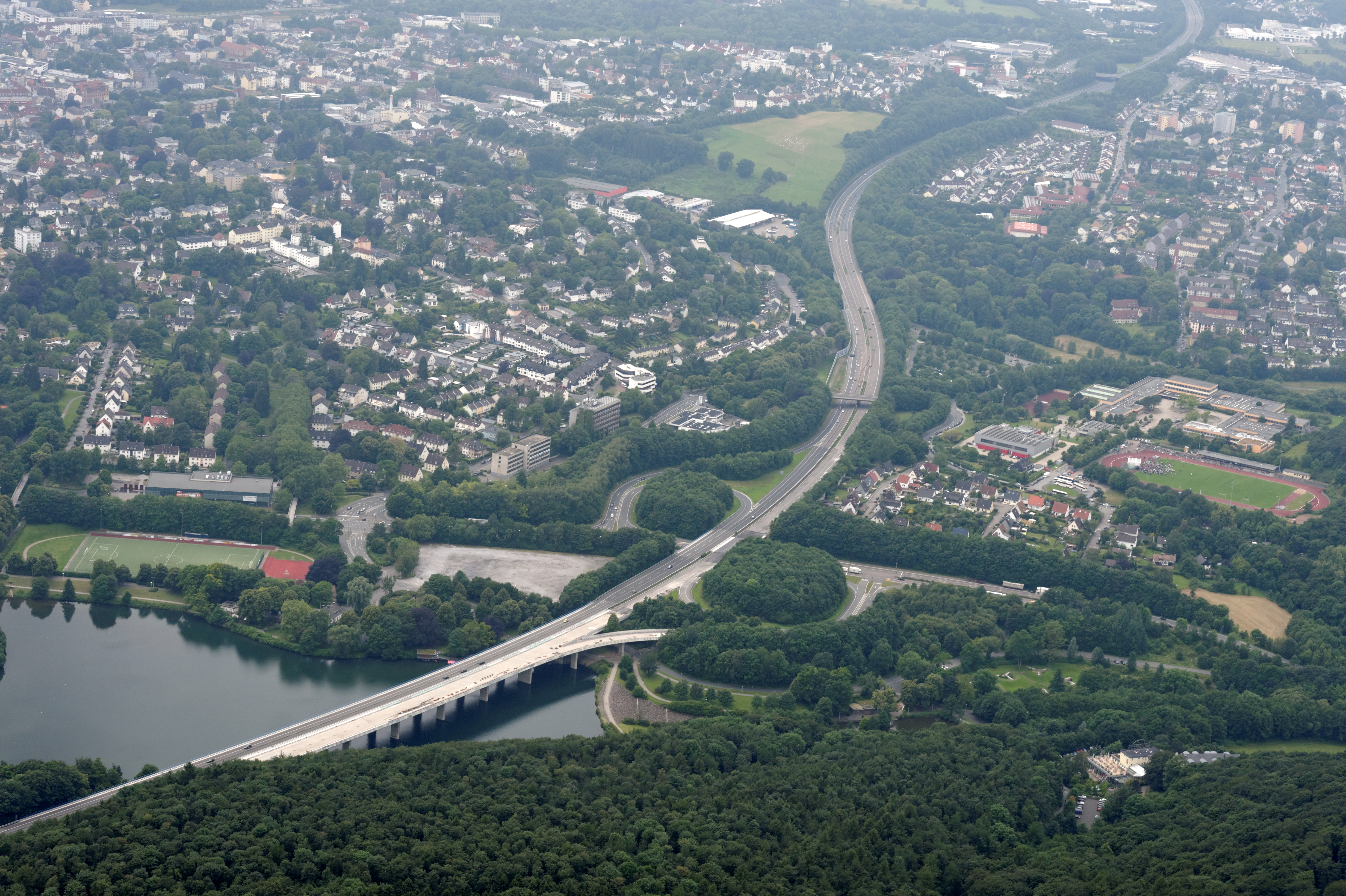
Tracéverloop in Iserlohn. (2014)
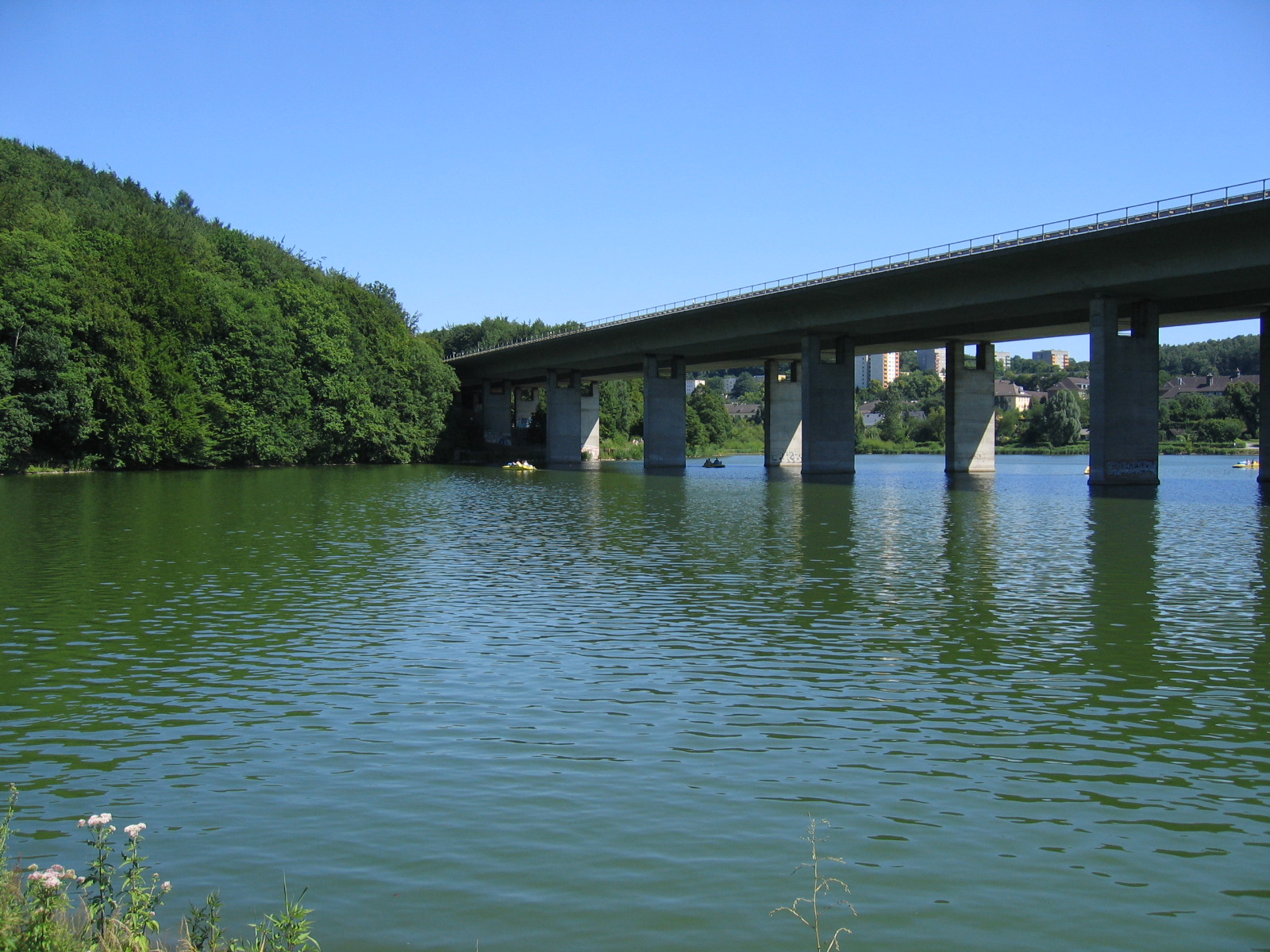
Brug over de Seilersee. (2006)

### Arnsberg - Olsberg
Bij aansluiting Neheim gaat de vanuit Werl komende A445 naadloos in het derde trajectdeel van de A46 over. De A46 gaat het Hochsauerlandkreis in over de oostelijke rand van het Ruhrdal, voorbij Arnsberg,  en kruist tweemaal de rivier. In Arnsberg-Uentrop evenals tussen Freienohl en Wennemen liggen tunnels. Tevens bevinden zich op het gehele trajectdeel door de bergachtige omgeving talrijke dalbruggen. De snelweg gaat Meschede en Bestwig voorbij en eindigt bij aansluiting Olsberg. Net voor aansluiting Olsberg gaat de A46 over de 115 meter hoge Talbrücke Nuttlar, de hoogste brug in Noordrijn-Westfalen.

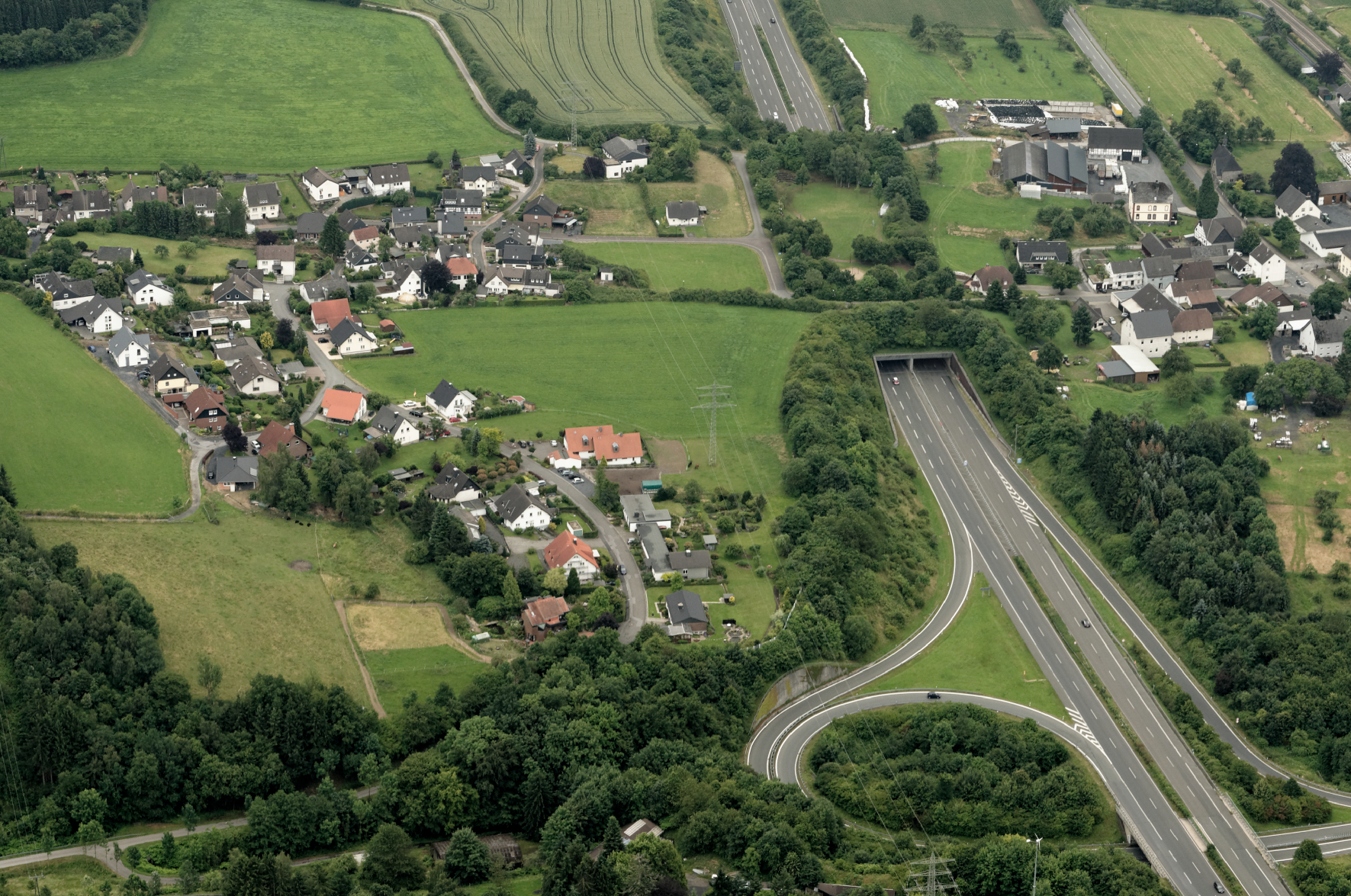
Tunnel Uentrop. (2014)
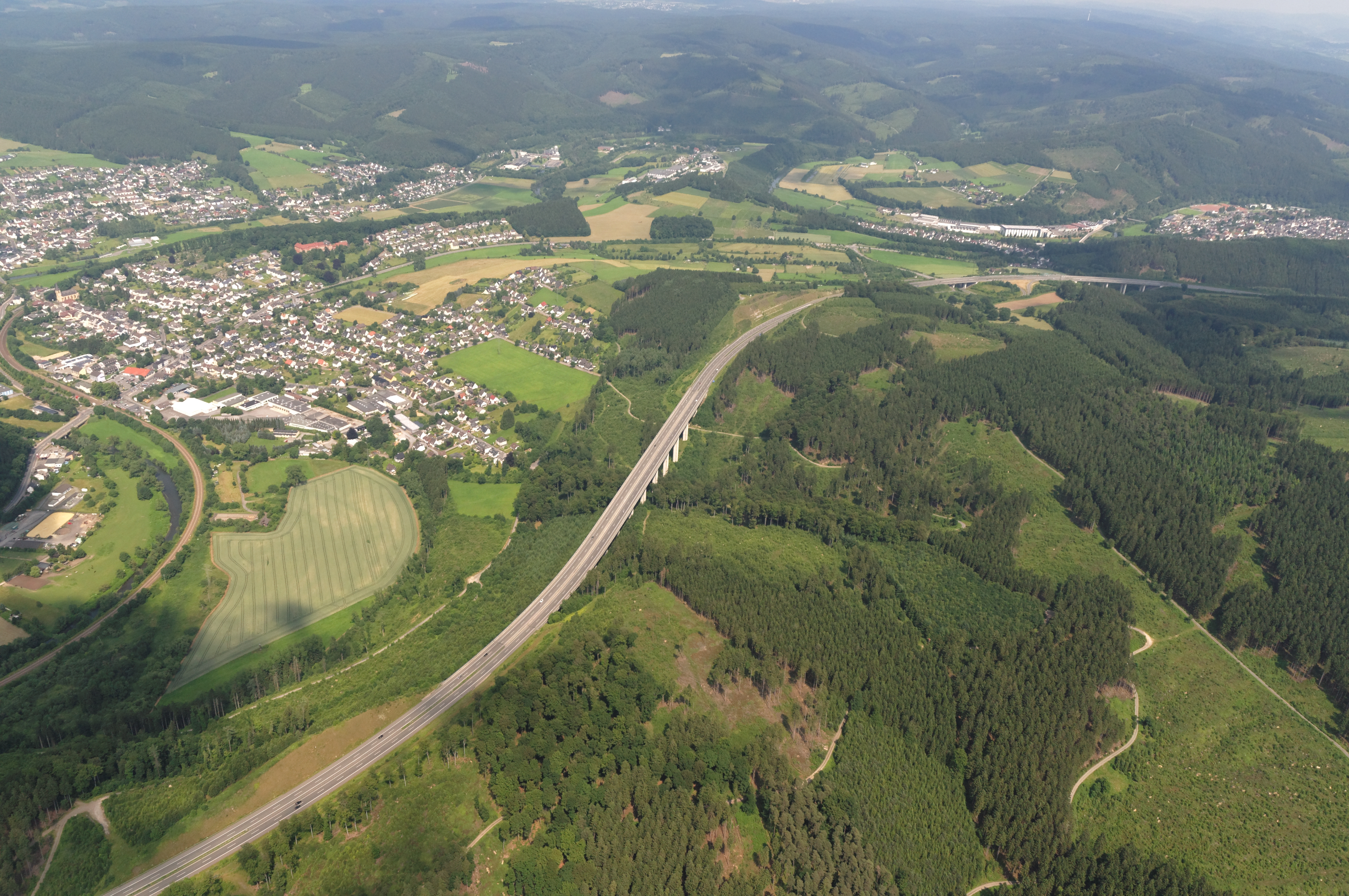
Verloop oostelijk van Arnsberg met in het midden de dalbrug Deitmecke. (2013)
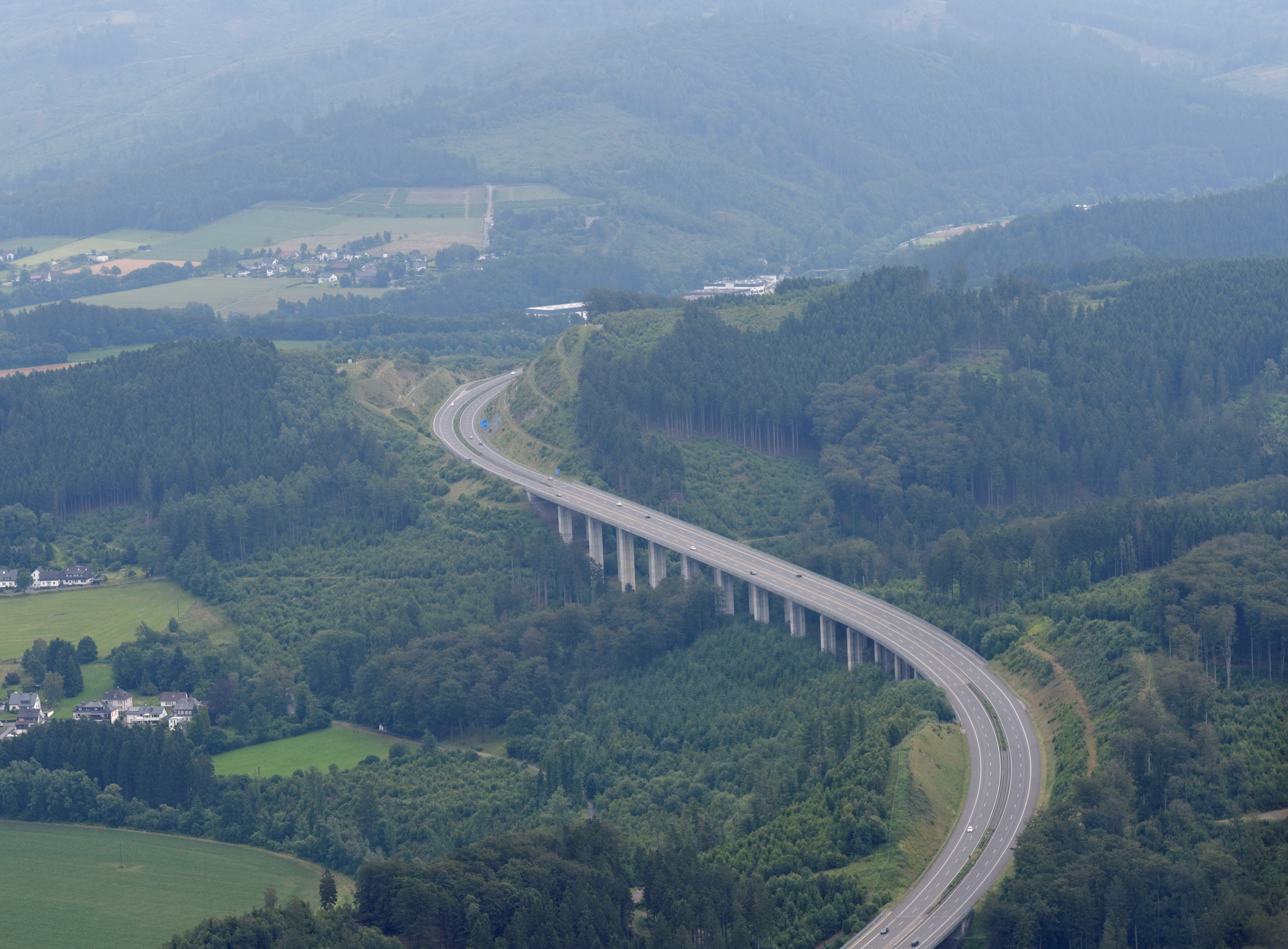
Talbrücke Deitmecke richting Brilon (2014)
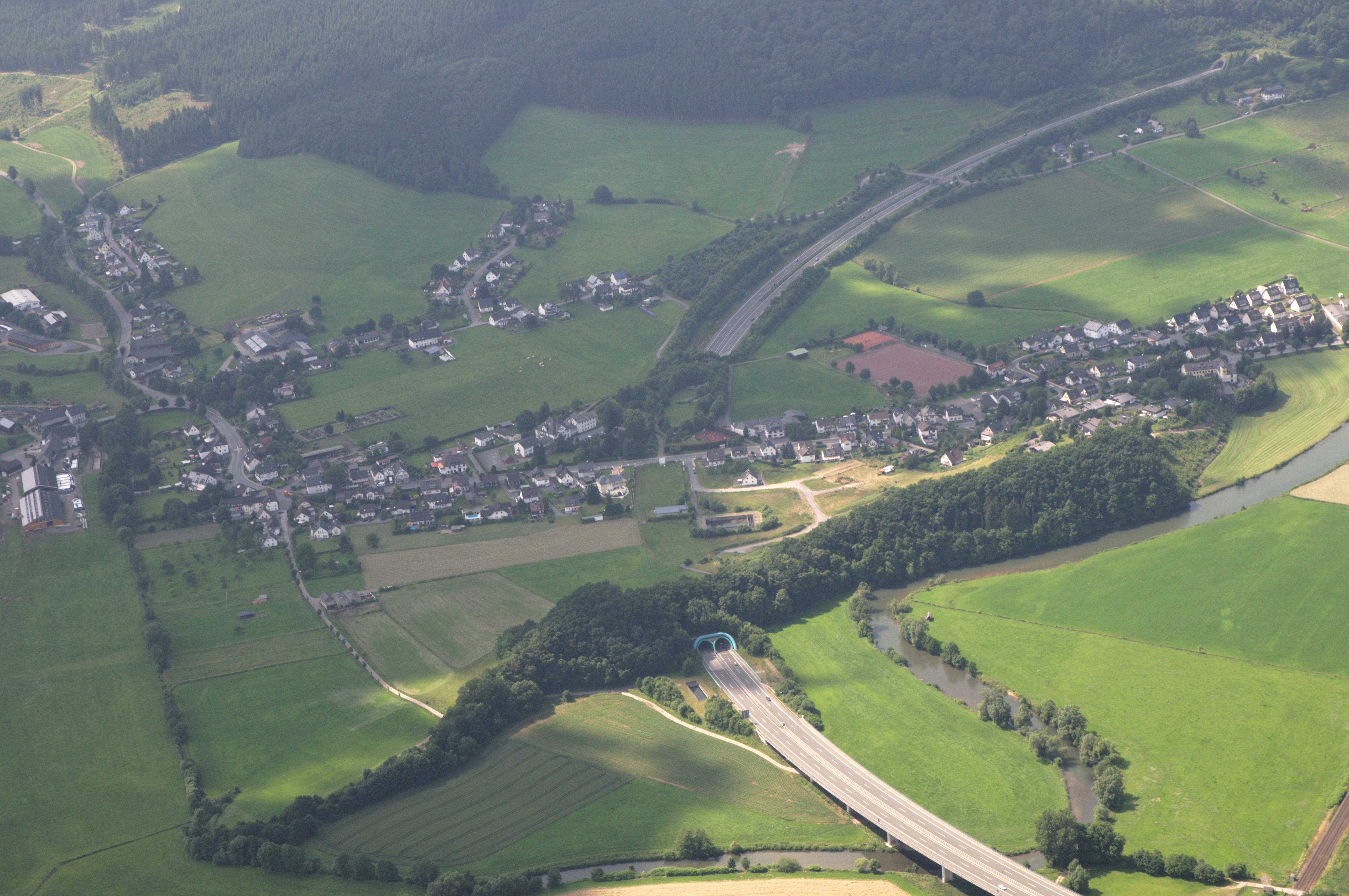
Tunnel Olpe. (2013)
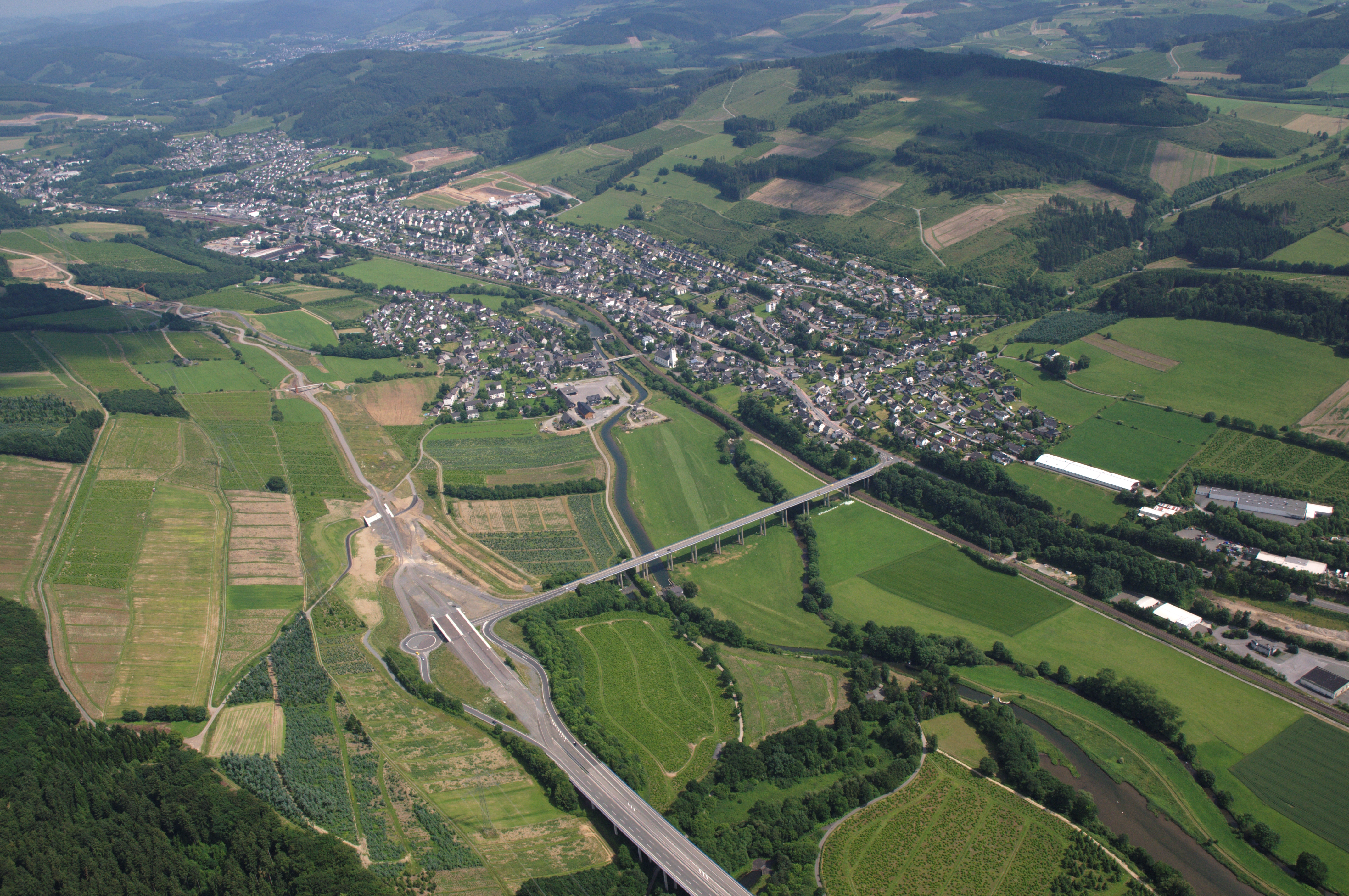
Snelwegeinde bij Bestwig (2013)

## Geschiedenis
Bij het inwerkingtreding van de nieuwe West-Duitse snelwegnummering op 1 januari 1975 zijn meerdere trajectdelen, die zich in verscheidene plannings- of realiseringsfases bevonden, als A46 genummerd.

### Trajectdeel grens Nederland noordelijk van Brunssum - Hückelhoven - Erkelenz - Holz
Tot 1972 was het trajectdeel in snelwegachtige uitvoering onder het interne nummer "Bundesstraße 1109" tot de grens bij Gangelt/Brunssum in planning. In 1973 werd de inrichting als snelweg onder het interne nummer "Autobahn 205" voor het trajectdeel van de aansluiting met de B221 zuidelijk van Heinsberg tot Kreuz Holz voorzien. Het westelijk aansluitende deel Heinsberg - oostelijk van Gangelt (aansluiting op de B56) zou alleen nog als tweestrookse B1109 uitgevoerd worden, tevens zonder vervolg richting de grens. De vrijgave van het traject was als volgt:
- Heinsberg (B221) - aansl. Hückelhofen: 1996 (10,6 km);
- aansl. Hückelhoven - toenmalig Kreuz Wanlo: 1979 (15,0 km);
- toenmalig Kreuz Wanlo - Jüchen (Kreuz Holz): 1977 (5,9 km).

Na de tweede wijziging van het wegenplan voor de periode 1971 tot 1985, vastgesteld op 25 augustus 1980, was de bouw van de snelweg alleen tot het geplande knooppunt met de A56 bij Heinsberg voorzien en daarmee niet meer tot de aansluiting met de B221. Het traject Gangelt - knooppunt zuidelijk van Heinsberg bleef als B1109 in het wegenplan en werd met een prioriteitsniveau I opgenomen. De derde wijziging van het wegenplan, vastgesteld op 21 april 1986, bracht significante veranderingen. Het trajectdeel Hückelhofen - Heinsberg (B221) was alleen nog met één rijbaan met hoge prioriteit opgenomen, de tweede rijbaan had een lage prioriteit. Ook het traject Heinsberg - Gangelt was nu als B1109 met lage prioriteit voorzien. In het Bundesverkehrswegeplan 2003 is het trajectdeel van de grens bij Sittard tot aan Heinsberg als tweestrookse B56 voor uitvoering opgenomen. Op mei 2017 werd het derde en laatste trajectdeel voor het verkeer vrijgegeven.
- Grens Nederland - L410 bij Selfkant: 2008 (6 km);
- L410 bij Selfkant - Gangelt-Vinteln: 2011 (4,2 km);
- Gangelt-Vinteln tot aansl. Heinsberg: 2017 (8,8 km).

### Trajectdeel Holz - Jüchen - Grevenbroich - Neuss-Holzheim
Al midden jaren 60 was in kader van een vierstrookse randweg van de B1 tussen Jackerath en Grevenbroich-Hemmerden een trajectdeel van de huidige A46 (Dreieck Holz - aansl. Grevenbroich) gereed. In 1974 was de onder het verkeer zijnde deel van het traject opgewaardeerd tot snelweg. Het werd als "Autobahn 201" genummerd. Op 1 januari 1975 waren de volgende trajectdelen vrijgegeven:
- huidige Dreieck Holz - Dreieck Jüchen: 4 km;
- Dreick Jüchen - aansl. Grevenbroich: 2 km;
- aansl. Grevenbroich - Hemmerden: 2 km;
- Hemmerden - aansl. Neuss-West: 1975 (10,0 km).

### Trajectdeel Neuss-Holzheim - Neuss-Süd
Het traject bevond zich in 1972 onder het interne nummer "Autobahn 14z" in planning. In het wegenbouwbericht 1975 is het trajectdeel naast het nieuwe nummer nog met zijn voormalige nummer "Autobahn 142" opgenomen. Zowel in de tweede wijziging van het wegenplan voor de bouw van federale wegen in de periode 1971 tot 1985, als ook de derde wijziging van het wegenplan van 21 april 1986 was het traject met een prioriteitsniveau II of een lage prioriteit opgenomen. Tot realisering van het op 1 januari 1975 omgedoopte A46 kwam het echter niet. In het Bundesverkehrswegeplan 2003 is het traject niet meer opgenomen. Later werd de B1 tussen Neuss-Holzheim en A57 opgewaardeerd naar A46. De aansluiting Neuss-West tussen de B1 en de A57 werd door de opwaardering van B1 naar A46 tot 2007 als Kreuz Neuss-West omgebouwd. Direct ten oosten van het knooppunt begint het gemeenschappelijke deel van de A46 met de A57 tot Dreieck Neuss-Süd.

### Trajectdeel Neuss-Süd - Düsseldorf-Wersten
De onder het interne nummer bekend staande "Autobahn 14z" zou volgens planningsstand in 1972 van het huidige Dreieck Neuss-Süd tot de zuidelijke ring (B326) in Düsseldorf-Bilk geleid worden en hier eindigen. Een verbinding aan de B326 in de omgeving Düsseldorf-Westen was aanvankelijk niet voorzien. Dit veranderde echter door het vaststellen van het verloop van Neuss via Düsseldorf naar Wuppertal als onderdeel van de nieuwe A46. In het netwerkplan van 1976 bevond zich daarin een dergelijke verbinding. Echter werden alle trajectdelen van dit deel na 1 januari 1975 vrijgegeven, namelijk:
- Dreieck Neuss-Süd - aansl. Neuss-Uedesheim: 1983 (1,6 km);
- aansl. Neuss-Uedesheim - aansl. Düsseldorf-Bilk: 1979 (3,5 km);
- aansl. Düsseldorf-Bilk - aansl. Düsseldorf-Wersten: 1983 (1,4 km);
- omgeving aansl. Düsseldorf-Wersten: 1986 (2,1 km).

### Trajectdeel Düsseldorf-Wersten - Hilden - Wuppertal-Sonnborn - Wuppertal-Nord
Het volgende trajectdeel tussen Düsseldorf en Wuppertal-Vohwinkel geplande B326 werd als ontlasting van Hilden en Haan al op 23 juni 1956 geopend. Hierdoor sloot de planning en bouw van de B326-tracé tussen Wuppertal-Vohwinkel en Wuppertal-Nord op aan. In 1972 volgde met het openen van een trajectdeel de opwaardering tot autosnelweg, die met het interne nummer "Autobahn 201" voorzien werd. In 1974 werden de werkzaamheden aan het Sonnborner Kreuz afgerond. Op 1 januari 1975 was nagenoeg het gehele traject voor het verkeer vrijgegeven. De trajectdelen waren als volgt vrijgegeven:
- Düsseldorf-Wersten - Kreuz Düsseldorf-Süd, echter als B326 genummerd;
- Kreuz Düsseldorf-Süd - westelijk Sonnborner Kreuz: opwaardering van 17,6 km van de B326 tot snelweg in 1972;
- Sonnborner Kreuz: 1974 (2 km);
- oostelijk Sonnborner Kreuz - aansl. Wuppertal-Katernberg: 1972 (2,8 km);
- aansl. Wuppertal-Katernberg - Kreuz Wuppertal-Nord: opwaardering van 11,9 km van de B326 tot snelweg in 1972.

In de periode 2019 - 2021 wordt het deel tussen Haan Ost en het Sonnborner Kreuz verbreed naar zes rijstroken en worden de bruggen vernieuwd.

### Trajectdeel Wuppertal-Nord - Gevelsberg - Hagen
Tot 1971 was het trajectdeel als vierstrookse B7 in planning. Het traject zou parallel aan de A1 verlopen. Met de inwerkingtreding van de nieuwe wegnummering op 1 januari 1975 werd het trajectdeel onderdeel van het verloop van de A46. De tweede wijziging van het wegenplan, vastgesteld op 25 augustus 1980, bracht het einde van deze planning. Voorzien was tussen Kreuz Wuppertal-Nord en Gevelsberg nog de bouw van een tweestrookse Bundesstraße met prioriteitsniveau I. Tussen Gevelsberg en westelijk van Haspe was de bouw van een vierstrookse Bundesstraße met prioriteitsniveau I voorzien. Bovendien zou een vierstrookse verbinding tussen Kreuz Hagen en de A1 nabij aansluiting Hagen-West als noordelijke randweg om de stad gebouwd worden. Deze verbinding zou langs de B226 en de Ruhr vier stroken tellen en tot de A43 bij Witten-Heven verlengd worden. Uit het wegenplan kwam niet naar voren hoe dit project gecategoriseerd zou worden. De derde wijziging van het wegenplan, vastgesteld op 21 april 1986, voorzag alleen nog een tweestrookse nieuwe Bundesstraße tussen Kreuz Wuppertal-West en de omgeving westelijk van Haspe. Alle overige plannen waren geschrapt. Uiteindelijk zijn geen van de eerder genoemde projecten gerealiseerd. In het Bundesverkehrswegeplan 2003 is het traject Wuppertal - Hagen niet meer opgenomen.

### Trajectdeel Hagen - Iserlohn - Neheim-Hüsten - Arnsberg - Meschede - Brilon
De latere snelwegplanningen op dit trajectdeel bestonden oorspronkelijk uit afzonderlijke plannen, waaronder "Noordtangent Hohenlimburg - Letmathe - Iserlohn", de randweg Neheim-Hüsten, de randweg Bruchhausen en de randweg Brilon. Al in 1972 bestond nog een doorgaande gezamenlijke planning tussen Hagen en Brilon als snelwegachtige nieuwbouw van de B7, de B7n. Met het gereedkomen van het trajectdeel aansluiting Iserlohn-Letmathe - aansluiting Iserlohn-Zentrum in 1974 werd het trajectdeel Hagen - Iserlohn tot snelweg opgewaardeerd. Op 1 januari 1975 waren de volgende trajectdelen gereed:
- Kreuz Hagen - aansl. Iserlohn-Letmathe: 12 december 1968[14] (circa 6,5 km);
- aansl. Iserlohn-Letmathe - aansl. Iserlohn-Zentrum: 1974 (7,2 km).

Bewoners van het Boven-Ruhrdal verzetten zich tegen de verlenging van het trajectdeel, die nauwelijks gebaseerd was op een echte of verwachtte behoefte of als een abstracte doelstelling terugging naar het zogenaamde Leber-Plan (Georg Leber), maar door de financiering met Bondsmiddelen door de lokale politiek bepleit werd en door de overheden met rigoureuze middelen en deels met procedurele fouten werd doorgezet. Terwijl na de tweede wijziging van het wegenplan voor de periode 1971 tot 1985, vastgesteld op 25 augustus 1980, nog alle trajectdelen tussen Hagen en Brilon (B480) met een prioriteitsniveau I ingedeeld waren, veranderde dit met de derde wijziging van het wegenplan, vastgesteld op 21 april 1986. Hierin was het traject Hemer - Menden alleen met één rijbaan met hoge prioriteit opgenomen, de tweede rijbaan en het trajectdeel Menden - Arnsberg (A445) met een lage prioriteit opgenomen. Het trajectdeel Arnsberg - Olsberg was met vier stroken met een hoge prioriteit ingedeeld. Tussen Olsberg en oostelijk van Brilon (B7) werd alleen de uitvoering als tweestrookse Bundesstraße, wel met een hoge prioriteit gepland. De trajectdelen werden als volgt vrijgegeven voor het verkeer:
- aansl. Iserlohn-Zentrum - aansl. Hemer: 4 mei 1976[14] (3,9 km);
- aansl. Arnsberg-Neheim - aansl. Arnsberg-Hüsten: 1987 (2,7 km);
- aansl. Arnsberg-Hüsten - aansl. Arnsberg-Ost: 1991 (7,5 km);
- aansl. Arnsberg-Ost - aansl. Meschede-Freienohl: 2003 (4,2 km);
- aansl. Meschede-Freienohl - aansl. Meschede-Wennemen: 1999 (4,4 km);
- aansl. Meschede-Wennemen - aansl. Meschede: 1988 (7,4 km);
- aansl. Meschede - aansl. Bestwig: 1985 (5,5 km).

Met hoge prioriteit waren in het Bundesverkehrswegeplan 2003 de volgende trajecten opgenomen:
- aansl. Hemer - Menden (7,3 km);
- Menden - Arnsberg-Neheim (11,4 km);
- aansl. Bestwig - aansl. Bestwig/Nuttlar (5,4 km in bouw);
- aansl. Bestwig/Nuttlar - Brilon (tot B480a) als tweestrookse B7 (11,7 km).

In het Bundesverkehrswegeplan 2030 zijn de volgende trajectdelen met een hoge prioriteit opgenomen:
- aansl. Hemer (B7) - aansl. Menden (B515) (7,6 km);
- Menden - Wimbern (6,8 km als driestrookse B7);
- Menden - Arnsberg (5,4 km als driestrookse B7);
- aansl. Olsberg - Brilon (B480n) (11,0 km als driestrookse B7).

### Trajectdeel Brilon - Marsberg - Scherfede - omgeving Willebadessen

A46-planning in 1976; blauw de huidige A46 en oranje de geplande delen.

Tot 1974 bestonden geen plannen tot een snelweg of snelwegachtige verbinding tussen Brilon en Scherfede. De netwerkkaart met de snelwegen en overige federale wegen van 1 januari 1976, uitgegeven door het Bondsministerie voor Verkeer, omvatte geen plan tussen Brilon en Scherfede, alleen een Bundesstraße met één rijbaan in de omgeving van Marsberg parallel aan de B7 was gepland. Tussen de omgeving van Scherfede en de omgeving van Willebadessen was in de netwerkkaart een tracé van de A46 vanaf de eveneens in planning zijnde A5 Bremen - Gießen opgenomen. De eerste wijziging van het wegenplan voor de bouw van federale wegen in de periode 1971 tot 1985, vastgesteld op 5 augustus 1976, bevatte dit tracé echter niet. Ook na de tweede wijziging wegenplan van 25 augustus 1980,, de derde wijziging van 21 april 1986, evenals het Bundesverkehrswegeplan 2003 en 2030 is het traject niet opgenomen.

### Trajectdeel omgeving Willebadessen - Beverungen - Uslar - Nörten-Hardenberg - Herzberg - voormalige Duits-Duitse grens bij Mackenrode
Tot 31 december 1974 was dit trajectdeel onder het interne nummer "Autobahn 105" in planning. Op 1 januari 1975 werd het traject in het algemene geplande tracé van de A46 opgenomen. Tot realisering kwam het echter niet. Met de tweede wijziging van het wegenplan, vastgesteld op 25 augustus 1980, werd het traject zonder vervanging geschrapt. Daarbij werd het trajectdeel ook in de derde wijziging van het wegenplan, vastgesteld op 21 april 1986, evenals in het Bundesverkehrswegeplan 2003 en 2030 niet opgenomen. De huidige A38 vormt met het gerealiseerde verloop tussen Göttingen en Nordhausen een alternatief voor de toenmalige A46 plannen.

## Actuele stand en verdere aanpassingen

### Trajectdeel grens Nederland-Duitsland bij Sittard - aansluiting Heinsberg
Het oorspronkelijk als onderdeel van de A46 voorziene trajectdeel tussen de grens bij Sittard met aansluiting op de Nederlandse N297 en aansluiting Heinsberg (A46/B221) was in het Bundesverkehrswegeplan 2003 alleen nog als tweestrookse B56 als in bouw zijnde opgenomen.
Het eerste trajectdeel vanaf de grens tot L410 (voormalig Nederlandse doorgaande weg) werd eind 2008 voor het verkeer vrijgegeven. Er volgde een verder trajectdeel tot Gangelt-Vinteln met aansluiting op de K13, die op 22 juli 2011 vrijgegeven werd. Aan de bouw van het derde en laatste trajectdeel tussen Gangelt-Vinteln en aansluiting Heinsberg werd in december 2011 gestart en op 2 mei 2017 voor het verkeer vrijgegeven.
Het gehele traject is aangelegd als zogenaamde driestrooksweg.

### Trajectdeel aansluiting Heinsberg - Kreuz Wuppertal-Nord
Het al gereed zijnde trajectdeel verloopt vanaf aansluiting Heinsberg via Mönchengladbach, Neuss, Düsseldorf naar Kreuz Wuppertal-Nord.
De oorspronkelijke plannen, die de A46 vanaf aansluiting Neuss-Holzheim (B230) zuidelijk om de stadsdelen Holzheim, Weckhoven en Norf naar Dreieck Neuss-Süd zou lopen, werden geschrapt. Sindsdien volgde tussen aansluiting Neuss-West en Dreieck Neuss-Süd de verbreding van de A57, de ombouw van aansluiting Neuss-West tot een knooppunt en een verbreding van het trajectdeel tussen aansluiting Neuss-Holzheim en Kreuz Neuss-West. Het trajectdeel tussen Kreuz Neuss-West en Dreieck Neuss-Süd is vervolgens een dubbelnummering ingesteld tussen de A57 en de A46.
Sinds september 2018 is de A61 door de uitdijende dagbouwmijn Garzweiler gesloten en afgebroken. Omdat de A46 sindsdien het omgeleide verkeer vanaf Dreieck Wanlo via Kreuz Holz tot Dreieck Jackerath moet opvangen, werd de weg tussen Wanlo en Holz van 2x2 naar 2x3 rijstroken verbreed.

### Trajectdeel Kreuz Wuppertal-Nord - Kreuz Hagen
De oorspronkelijk geplande onderbreking tussen Wuppertal-Nord en Hagen, die een tracé langs het dal van de Ennepe tussen Schwelm en Hagen voorzag en die op geen enkele plek verder zuidelijk dan drie kilometer van de parallel lopende A1 zou lopen, wordt momenteel niet tot uitvoering gebracht.

### Trajectdeel Kreuz Hagen - Arnsberg-Neheim
Tussen Kreuz Hagen en aansluiting Hagen is de A46 gereed.
Het onderbroken tracé tussen Hemer en Neheim is op dit moment in de planningsfase, aangezien de B7 tussen Hemer en Menden het huidige verkeersaanbod nauwelijks meer aankan. Na jarenlange planningen heeft men besloten om dit tracé in twee delen op te splitsen. Het eerste tracé zal van Hemer naar Menden-Süd verlopen, waarbij de A46 zal aansluiten op de B516. De plannen hiervoor zijn opgenomen in het verkeerswegenplan van 2030 (Bundesverkehrswegeplan 2030). Het tweede tracé van Menden-Süd tot Neheim, waar een compleet nieuw knooppunt en een 1000 meter lange dalbrug over het Ruhrdal gebouwd zou moeten worden, staat actueel niet meer op de planning. Een van de redenen hiervoor is dat het huidige verkeersaanbod over de B7 vanaf Menden richting Neheim met 75% afneemt. Bovendien zou de A46 bij Voßwinkel door waardevolle natuurgebieden verlopen en men is bang dat de complete verkeersstroom van Hagen naar Kassel zich door het Sauerland zal gaan verplaatsen. Als alternatief voor het bouwen van het tweede tracé wil men de B7 tussen Menden en Neheim beter gaan uitbreiden.
Voor het trajectdeel tussen aansluiting Hemer (B7) tot Menden (B515) liggen voor de 7,3 kilometer voorontwerpen voor. Het daarop aansluitende traject van Menden (B515) tot Arnsberg-Neheim (A445) met 12,1 kilometer bevindt zich in de voorplanning.
De verlenging van de A46 op dit punt is omstreden. Bij de tegenstanders horen in het bijzonder de Verkehrsclub Deutschland (VCD) en de Bund für Umwelt und Naturschutz Deutschland (BUND). Bovendien had zich de "Groepeninitiatief tegen de snelweg 46" gevormd. De tegenstanders tegen de verlenging verwijzen naar de voor de nieuwbouw van de snelweg noodzakelijke inbreuk in de natuur en landschap, de dalende verkeersintensiteiten in de regio evenals een daaruit resulterende veranderende kosten-batenscore.
Daartegenover pleit de regionale middenstand voor het sluiten van de onderbreking en heeft hiervoor het "Ondernemersinitiatief Pro A46" opgericht. De voorstanders van de verlenging beroepen zich op de hoge belasting van de bestaande wegen, de verkeersontsluitende werking van het project en het verhelpen van stedenbouwkundige nadelen door de snelwegbouw.
De deelstaatregering van Noordrijn-Westfalen openbaarde op 25 oktober 2011 een prioriteringslijst voor de Bundesstraßen. Daarin is beschreven: "De bestaande tracékeuze wordt gedeeld. De planning wordt op het deeltracé Hemer tot Menden voortgezet. Parallel aan de planning vindt een netwerkonderzoek plaats, in het bijzonder ook om bij Menden het optimale punt voor aansluiting op het net te vinden. [...] Het tracé voor Menden tot Arnsberg/Neheim wordt opgeheven. De planning wordt in de ijskast gezet. Voor het geval dat in de toekomst de planning weer opgepakt wordt, moet een test van de nulvariant met onderzoek van alternatieve netwerkoplossingen onder begeleiding van de MKULNV worden uitgevoerd."
Het bericht kwam zowel als bij voorstanders en bij tegenstanders tot kritiek.
In november 2011 werden, volgens een internetbericht van de Westdeutsche Allgemeine Zeitung, drie burgemeesters, twee Landraden en een vicevoorzitter van de regionale raad het eens over een tracévariant voor de verlenging van de A46. Het tracé zou vanaf Menden-Lendringsen vervolgens Wimbern passeren, het vliegveld Arnsberg-Echthausen met een tunnel kruisen, daarna zuidelijk afbuigen en ter hoogte van de verzorgingsplaats "Haus Füchten" op de A445 aansluiten.
Begin juli 2013 werd door de Westfälische Rundschau bekend dat de Noordrijn-Westfaalse verkeersminister, Michael Groschek, een ronde tafelgesprek voor de verlenging van de A46 tussen Hemer en Neheim had gepland. Het Verkeersministerie had hiervoor "alle belanghebbende" op 16 september 2013 in Düsseldorf uitgenodigd. Groschek wilde naar vier decennia strijd om de snelwegbouw "eindelijk een duurzame oplossing" voor het verkeersproject vinden. Hij pleitte zelf voor het snel dichten van de onderbreking tussen Hemer en Neheim. Bij het toekomstige tracéverloop had hij echter "geen prioriteit". In februari 2014 had de minister drie varianten aan de Bondsverkeersminister voorgedragen.
In maart 2013 nam de milieuvereniging BUND de geplande snelwegbouw in zijn lijst van "milieuschadelijkste en verkeerstechnisch zinlooste wegenbouwprojecten Duitsland" op.

### Trajectdeel Arnsberg-Neheim - aansluiting Olsberg

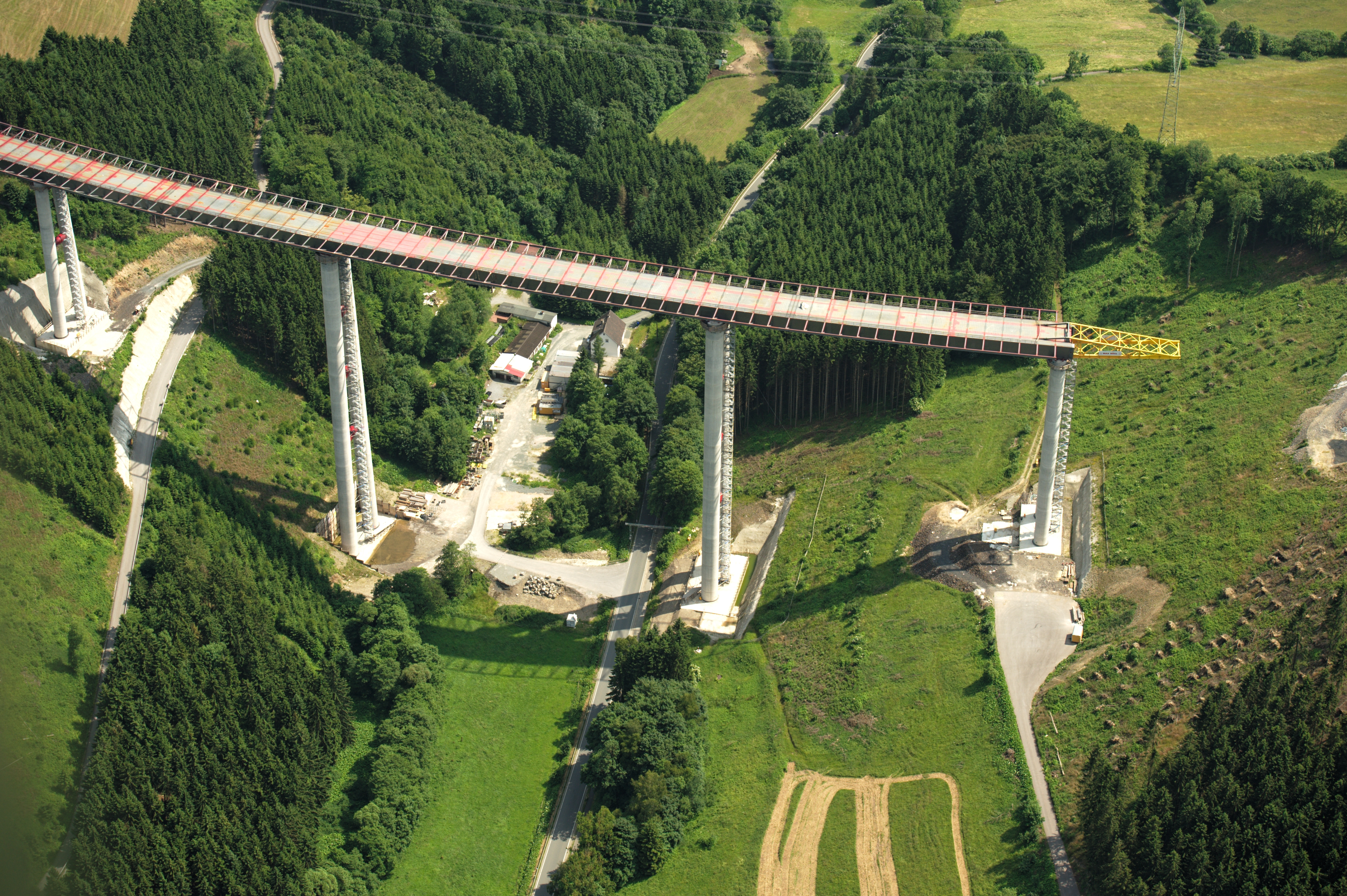
Dalbrug Nuttlar in bouw in juni 2013

De A46 is tussen Arnsberg-Neheim en aansluiting Bestwig al gereed.
Tussen aansluiting Bestwig en aansluiting Olsberg is de A46 op 18 november 2019 voor het verkeer vrijgegeven. De opening van de A46 en B480 bij Nuttlar was oorspronkelijk in 2016 gepland, wat betekent dat de bouw van 6 kilometer A46 dan ruim 10 jaar geduurd heeft. De symbolische eerste schop in de grond voor de start van de werkzaamheden vond op 4 september 2009 plaats. Voor het nieuwe 5,6 kilometer lange snelwegstuk en de 2,7 kilometer lange toevoerweg werden de kosten ter hoogte van € 137 miljoen en een bouwtijd van zeven jaar geraamd. In totaal worden 13 bruggen gebouwd. Meer dan 2,5 kilometer van de snelweg verloopt over een kunstwerk. De dalbrug Nuttlar heeft een lengte van 656 meter en een hoogte van 115 meter boven het dal. Bij Nuttlar zal de B480 naar Olsberg en Winterberg direct op de A46 worden aangesloten.
Voor de verlenging van de A46 belooft de deelstaat Noordrijn-Westfalen een sterke verbinding voor de economische gebieden van het oostelijke Ruhrgebied en bovenste Ruhrdal, de betere bereikbaarheid van de recreatiegebieden van het Sauerland evenals een duidelijke ontlasting van de dorpspassage door Bestwig. Voor het jaar 2020 gaan de verkeersprognoses uit van 22.000 motorvoertuigen per etmaal op de A46 en van 16.000 motorvoertuigen per etmaal op de B480n. Voor het landgebruik van rond de 51 hectare wordt ongeveer 80 hectare als compensatiegronden voorzien. Over in totaal 1.500 meter van het nieuwe traject worden geluidsreducerende maatregelen getroffen.

### Verlenging A46 oostelijk van Olsberg
Vanaf de aansluiting Olsberg zal de nieuwbouw van de tweestrookse B7n tot Brilon aansluiten. Deze verbinding is ook in de prioriteringslijst voor bouwmaatregelen van de Bond van de deelstaat Noordrijn-Westfalen, vastgesteld op 25 oktober 2011, opgenomen als "plan met prioriteit".
Met de 6,8 kilometer lange randweg Bad Wünnenberg en de 7,4 kilometer lange randweg Brilon/Alme in kader van de tweestrookse nieuwbouw van de B480n zal een sterke verbinding met het hoofdwegennet bij Kreuz Wünnenberg-Haaren met aansluiting op de A33 en A44 ontstaan. Terwijl voor de randweg Bad Wünnenberg een rechtsgeldige tracébesluit voorligt en de bouw met de eerste schop in de grond op 12 september 2013 begonnen is, is de randweg Brilon/Alme echter met een lage prioriteit met bijzondere natuurbeschermingsvraagstukken in het Bundesverkehrswegeplan 2030 opgenomen.
De gemeenteraad van de stad Olsberg besloot op 5 mei 2011 in een motie voor een tijdige verlenging van de A446/B7n tot Kreuz Wünnenberg/Haaren. Met de motie wordt beroep gedaan op de verantwoordelijke bestuurders in de Bond en de deelstaat om snel voorwaarde te scheppen dat de doorgaande bouw van de A46/B7n als een wegverbinding in de west-oostas tot Kreuz Wünnenberg/Haaren (A44/A33) gebouwd wordt. De bouw van de B7n Bestwig/Nuttlar - Brilon tot de verbinding met de A44/A33 is volgens de motie van bijzonder belang voor Olsberg en de regio. Hierdoor kan het volledige zuidoostelijke deel van het Hochsauerlandkreis via een goede verbinding op het hoofdwegennet aangesloten worden. Voor de regionale economie verwachten de initiatiefnemers van de motie een positief effect.

### Trajectdeel Herzberg - Mackenrode - Nordhausen
Ongeveer op het voormalig geplande verloop van de A46 is de B243 van aansluiting Scharzfeld tot aansluiting Bad Sachsa-West gebouwd. Deze heeft echter weinig overeenkomst met de geplande A46, met name door de verbinding van de A7 (aansluiting Seesen) tot de A38 (aansluiting Großwechsungen) in kader van de B243. De planning van Mackenrode naar Nordhausen werden geschrapt, alleen het trajectdeel van aansluiting Großwechsungen (A38) tot de verbinding met de K4 noordelijk van Großwechsungen werd in 2012 op de geplande locatie van de A46 als snelwegachtige verbinding gerealiseerd.

## Bescherming tegen geluidshinder
Sinds begin 21ste eeuw werden langs de A46 rond de 30 geluidsreductiemaatregelen alleen al op het stadsgebied van Wuppertal gerealiseerd. De investeringskosten bedroegen circa € 54 miljoen. 75 tot 80 % van de geplande maatregelen zijn volgens de wegbeheerder Straßen.NRW eind 2008 afgerond. Daaronder vallen conventionele geluidsschermen en landtunnels (of galerijen) in Wuppertal ter hoogte van de Hansastraße en Sternenberg. Deze bijna 600 meter lange landtunnels overkappen alleen de rijrichting naar Düsseldorf. Het gaat hier eigenlijk meer om een galerij dan een tunnel, omdat het dak rust op pijlers in de middenberm, waardoor deze zijde open is. Desondanks deze open zijwand worden de overkappingen in de wegenverkeerswet gelijkgesteld aan een tunnel. Tevens werd in de omgeving van Düsseldorf-Wersten het gietasfalt door fluisterasfalt vervangen.
Oorspronkelijk was in de jaren 60 gepland, de toenmalige B326 (nu de A46) in het stadsgebied van Wupptertal inclusief het Sonnborner Kreuz nagenoeg volledig in tunnels te leggen. Door het ontbreken van financiële middelen hiervoor werd het plan verworpen.
De wegbeheerder Straßen.NRW wil de geluidsmaatregelen in Barmen verbeteren. Er is een bouw van een 9 meter hoge geluidsscherm met een lengte van 344 meter in de richting van Düsseldorf tussen de aansluiting Barmen en Winchenbachstraße in 2024 gepland. Eerst moeten nog de bruggen over de Winchenbachstraße, de Hatzfelder Straße en bij aansluiting Barmen afgebroken en opnieuw gebouwd worden. De kosten hiervoor zijn rond de € 20 tot 25 miljoen geschat.

## Verkeersmanagement

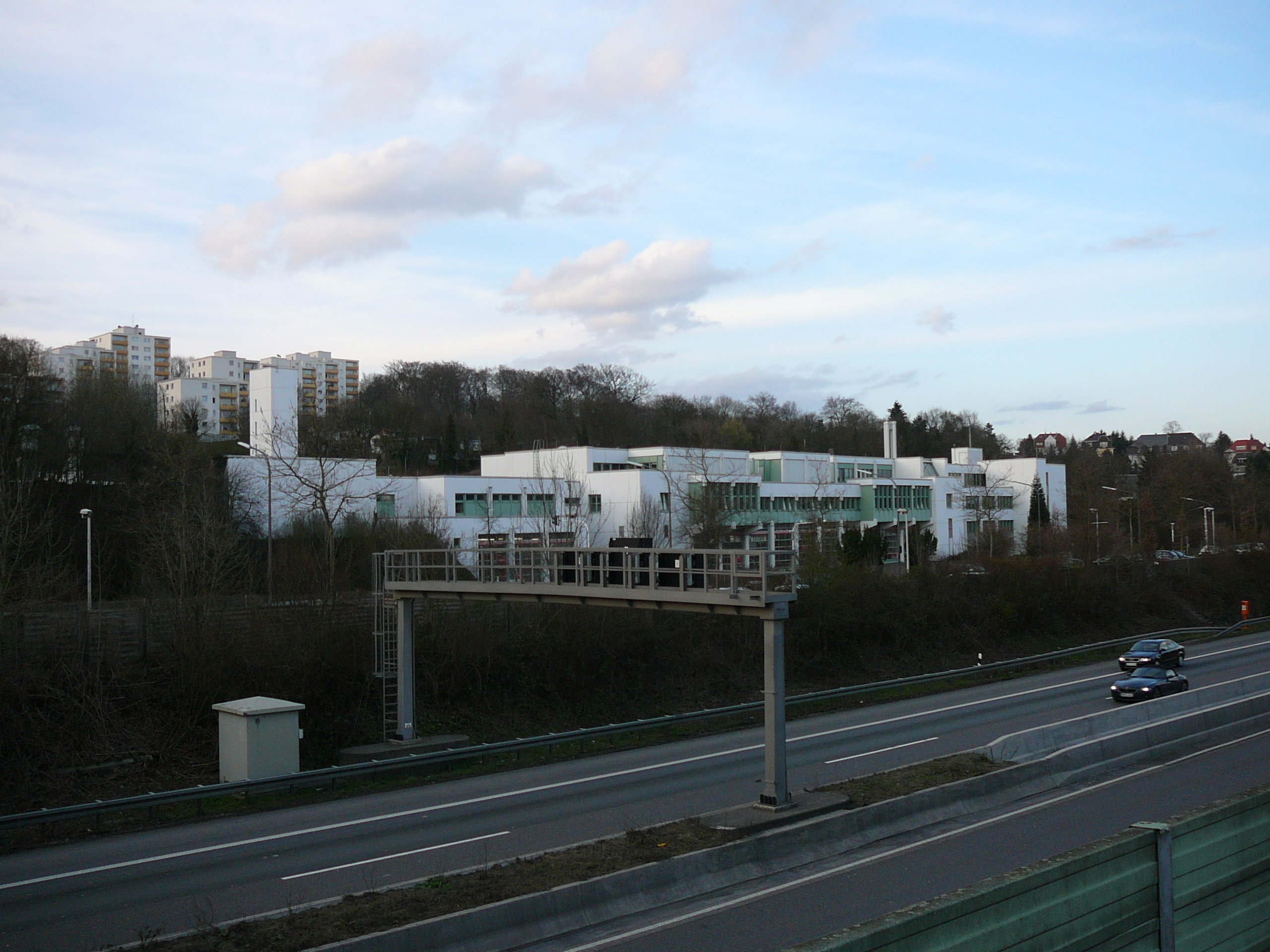
Portaal voor het signaleringssysteem bij Wuppertal. (2008)

Door een signaleringssysteem, het zogenaamde verkeersbeïnvloedingssysteem en de DRIP's, zouden ongevalszwaartepunten voorkomen worden, de verkeersstroom harmoniseren en de verkeersdichtheid vereffenen.
Het eerste systeem van deze soort werd in 1984 op de A46 op het traject in Wuppertal geïnstalleerd. Het bordensysteem met voorgeschreven maximumsnelheden was echter niet betrouwbaar en werd tien jaar later op verzoek van de toenmalige verkeersminister van Noordrijn-Westfalen, Franz-Josef Kniola, uitgeschakeld. Het systeem gaf bijvoorbeeld op een nagenoeg lege snelweg richting Düsseldorf een snelheid van 60 km/h aan. Ook bij nevel en slecht zicht was nog een snelheid van 120 km/h toegestaan.
In 2002 werd de tweede generatie van het verkeersmanagementsysteem geïnstalleerd en in bedrijf gesteld. Als eerst werd het systeem richting Hagen aangelegd. De investering hiervoor bedroegen rond de € 1,2 miljoen. Medio 2006 volgde de ingebruikname van het systeem richting Düsseldorf. Het systeem zal de actuele verkeerssituatie en weersomstandigheden op de snelweg registeren en afhankelijk van de situatie het gedrag van het verkeer beïnvloeden. Door inductielussen in het wegdek, die daardoor de verkeersintensiteiten en -dichtheid evenals de rijsnelheden meten, wordt het actuele verkeer geregistreerd. Weerstations aan de rand van de snelweg registeren bovendien de wegdekomstandigheden, de wind en de zichtafstanden.
In Wuppertal zijn zogenaamde toeritdoseerinstallaties (TDI), ook wel verkeerslichten op de toerit, in juni 2005 in gebruik genomen. De investering van rond de € 270.000 voor drie TDI's werden vanuit Bondsmiddelen gerealiseerd. De efficiëntie van dit systeem wordt echter in twijfel getrokken.
Een nieuwe generatie van verkeersmanagement werden in vorm van DRIP's eind 2008 bij Kreuz Wuppertal-Nord evenals bij Kreuz Hilden, in de oostelijke rijrichting, in gebruik genomen. De investering lag daarbij rond de € 600.000.